# Mwanza (district)
Mwanza is een district van Malawi in de regio Southern. De regio is 826 km² groot en telde in 2008 een kleine 95.000 inwoners. De regionale hoofdstad heet eveneens Mwanza. In 2003 werd het nieuwe district Neno van Mwanza afgesplitst.

## Grenzen
Het district Mwanza grenst aan een provincie van buurland Mozambique:
- Tete in het westen.

Verder heeft Mwanza vier districtsgrenzen:
- Neno in het noorden en noordoosten.
- Blantyre in het oosten.
- Chikwawa in het zuiden.